# Annio de Viterbo

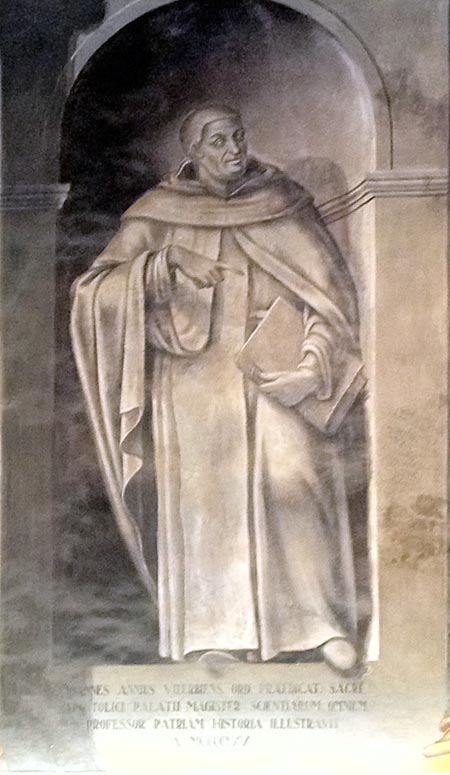
Annio de Viterbo, fresco en la Sala del Consiglio del Palazzo dei Priori de Viterbo.

Giovanni Nanni, que adaptó su nombre al latín y firmó Joannis Annius Viterb(i)ensis, conocido en España como Annio de Viterbo (Viterbo, 1437-Roma, 1502) fue un fraile dominico, teólogo, erudito, historiador y maestro del sacro palacio con el papa Alejandro VI, recordado principalmente como autor de los Commentaria super opera diversorum auctorum de antiquitatibus loquentium, una monumental falsificación histórica en diecisiete libros publicada por primera vez en Roma en 1498 con dedicatoria a los Reyes Católicos, costeada por Garcilaso de la Vega, padre del poeta y embajador español ante la Santa Sede.

## Biografía
Muy joven tomó el hábito dominico en el convento de Santa Maria in Gradi, en el que inició sus estudios de teología tomística continuados en el convento de Santa María Novella de Florencia, donde como bachiller leyó el libro de las Sentencias de Pedro Lombardo. En 1466 obtuvo en Roma el título de maestro en teología con el que volvió a su convento de Viterbo, en cuyo capítulo se le registra en 1469 presidiendo una disputa teológica y donde, al parecer, redactó un inédito tratado de alquimia. En 1471 publicó en Génova su primera obra, Tractatus de Imperio Turchorum, basada en los sermones cuaresmales que había sido invitado a pronunciar en la misma ciudad, en la que llamaba a una cruzada contra los turcos a los pocos años de la caída de Constantinopla. También en Génova publicó en 1480 sus comentarios al Apocalipsis dedicados al papa Sixto IV y los reyes y príncipes cristianos en los que sostenía, ampliando la obra anterior, que Mahoma había sido el verdadero Anticristo.
Publicó además un tratado acerca de la usura y los préstamos a interés (Viterbo, 1492), pero la obra que le granjeó mayor fama y por la que definitivamente será conocido son los Commentaria super opera diversorum auctorum de antiquitatibus loquentium, publicados en Roma en 1498. Un año después el papa Alejandro VI le designó maestro del sacro palacio, encargado del examen y aprobación de los libros que se habían de imprimir en la Ciudad Eterna, con voz en la congregación del Índice.
En los diecisiete libros de sus De antiquitatibus loquentium Nanni editaba y comentaba obras de conocidos autores de la antigüedad que se tenían por perdidas, entre ellas las obras del caldeo Beroso, que eran las que ocupan mayor extensión en sus comentarios y por las que en alguna ocasión el propio Annio será conocido como el Beroso, que con las de Manetón, sacerdote e historiador egipcio del siglo tercero antes de Cristo, aseguraba habérselas comprado en Génova a un fraile armenio, y las obras de Arquíloco (Epithetum de temporibus), con la que establecía la concordancia de la cronología griega con la babilónica, Methastenes, que le proporcionaba información de asirios y persas, Fabio Pictor (De aureo saeculo et origine urbis Romae), Filón (De temporibus), de quien obtenía la genealogía de Jesús, un Jenofonte, distinto del historiador, del que comentaba extensamente el Liber de aequivocis o Super aequivoca, que constituye una especie de Teogonía, y otros.
Aunque no han faltado autores que defendiesen que Nanni pudo haber sido engañado y actuar de buena fe pues otro fraile dominico, llamado Le Quien, aseguraba haber visto en la Biblioteca Colbertiana un códice anterior en dos siglos con las ficciones de Beroso, el obispo de Tarragona Antonio Agustín recogió en los Diálogos de medallas, sin lugar a la duda, el más vigoroso testimonio contra el falsario, al que acusaba de haber cometido también otros fraudes arqueológicos:

Como me comentaua Latino Latini natural de Viterbo hombre doto y de mucha verdad, que frai Iuan Annio hauia hecho esculpir ciertos caracteres en una losa, y que la hizo enterrar en una viña, la qual hauia de ser cauada presto junto a Viterbo. Y quando supo que hauia cauadaores en la viña, les hizo cauar hazia donde estaua su losa, diziendo que el hallaua en sus libros que en aquella parte hauia un templo el más antiguo del mundo: y como se cauasse hazia la losa, el primero que topó con la piedra se lo vino a dezir: y el hizo que la descubriessen poco a poco, y començó a marauillarse de la piedra y de los caracteres. Y tomando copia della fue a los que tenían cargo de la ciudad, y les dixo que cumplía mucho a la honra de la ciudad que aquella piedra se pusiesse en la parte más honrada della, porque allí estaua la fundación de Viterbo, que era más de dos mil años más antigua que Rómulo, pues la fundaron Isis y Osiris, y contoles sus fábulas. Y se hizo todo lo que el quiso. Y desta piedra andan también los tratados de molde, y creo que comiença, ego.svm.isis etc.

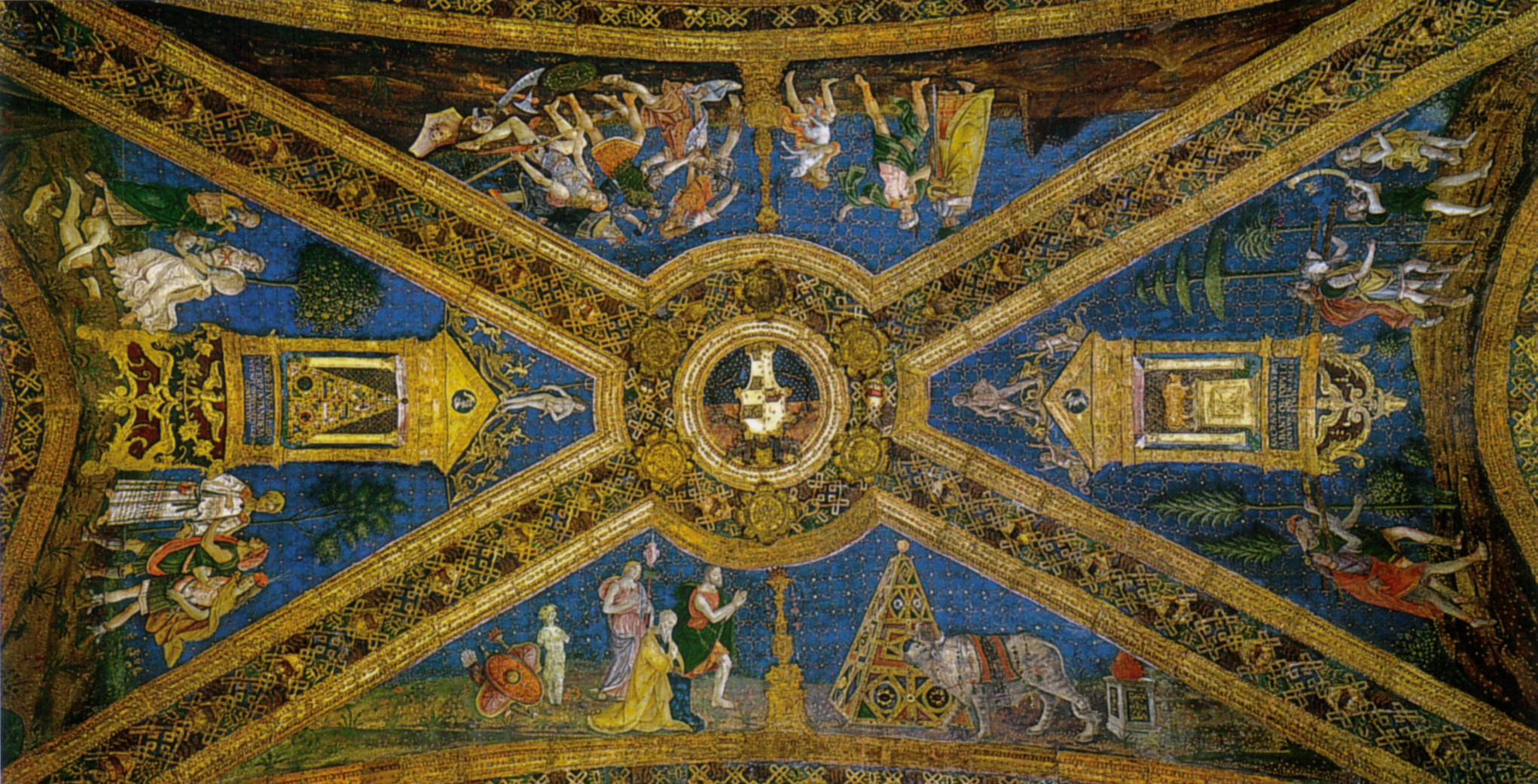
Pinturicchio y ayudantes: episodios del mito de Isis y Osiris en el techo de la Sala de los santos del apartamento Borgia en el Palacio Apostólico. En la parte inferior de la imagen la aparición de Apis.

Fritz Saxl le atribuye la inspiración del ciclo decorativo del techo de la Sala de los siete santos en los Apartamentos Borgia del Vaticano, en los que trabajaron Pinturicchio y sus ayudantes entre 1492 y 1494, nada más ser elegido pontífice Alejandro VI. Conforme a algunas de las teorías que Nanni había venido sosteniendo desde la cátedra de gramática que ocupó tras su retorno a Viterbo hacia 1489, recogidas en un Epítome a la historia de Viterbo que quedó sin publicar, teorías que le permitían enlazar los tiempos presentes con el pasado precristiano sin interrupción y con la más absoluta fidelidad a la Iglesia católica, el buey heráldico de los Borgia se encuentra identificado en las pinturas del apartamento vaticano con la historia ovidiana de Io, la sacerdotisa de Juno amada por Júpiter, a la que la celosa esposa del dios transformó en vaca hasta que, perseguida por las Furias, llegó a Egipto donde se convirtió en Isis, reina de Egipto, que enseñó a los egipcios la escritura jeroglífica. Los cuatro paneles centrales en los que se relata esta historia se completan en otra serie de encasamentos irregulares con las bodas de Isis y Osiris, que aparece a continuación como el benefactor de la humanidad a la que enseñó el uso del arado y el cultivo de la vid. Asesinado y descuartizado por su hermano Tifón, la historia continúa con Isis, que recorre Egipto para reunir sus trozos y darle entierro y acaba alzando sobre su tumba una pirámide junto a la que en las pinturas del techo de la sala aparece Apis, el buey, imagen viva del dios desaparecido y emblema familiar de los Borgia.
Con las noticias del paso de Osiris por Europa contenidas en el Beroso, además, era posible explicar no solo el origen del emblema del papa Borgia sino topónimos (el nombre de los Apeninos derivaría de Apis), invenciones útiles para la humanidad, como la fabricación de la cerveza que Osiris habría enseñado a los alemanes al llegar hasta las fuentes del Danubio para suplir con ella la carencia de vides, y hasta los orígenes mismos de Italia y de otras monarquías europeas, pues durante diez años Osiris reinó sobre Italia fijando su residencia en Viterbo, cuna de Etruria y dos mil años más antigua que Roma, de lo que era testimonio la columna con jeroglíficos colocada ante la iglesia de San Lorenzo. Lo que, según Godoy Alcántara, explicaría el éxito de estas falsificaciones es precisamente esa atención a la historia política de las naciones, tan descuidada por las generaciones anteriores de historiadores centrados en la historia eclesiástica, y el haberlo hecho en el momento mismo en el que se estaban constituyendo las grandes monarquías europeas, de tal modo que, según escribía Godoy Alcántara con algo de sorna, «gracias a Annio de Viterbo, que tan viva luz había derramado sobre nuestras edades primitivas, todo español podía leer en Florián de Ocampo la historia de su patria desde la creación del mundo».
No solo los españoles. Pronto se hicieron nuevas ediciones de los Comentaria en París, Venecia y otros lugares, y le salieron imitadores. El primero de todos Jean Lemaire de Belges, bibliotecario de Margarita de Austria, que tras residir en Italia de 1503 a 1508 publicó su Illustration des Gaules (1512), donde relataba el paso de Isis por la Galia, llegando hasta el Sena, y explicaba el apellido Habsburgo como una derivación también de Apis.
Giovanni Nanni murió en Roma el 13 de septiembre de 1502, se ha dicho que envenenado por César Borgia, y fue enterrado en Santa Maria sopra Minerva. Un año después moría el papa Alejandro VI, que le había brindado su protección, y no tardaron en llegar, junto a los crédulos defensores, cuyo influjo alcanza en algún caso hasta el siglo XVIII, los ataques, algunos crueles. Ya en 1504 Petrus Crinitus lo califica de absurdo y algo más tarde Beatus Rhenanus lo llama «el más inepto de los ineptos, que interpreta de forma irreal a los autores irreales». Entre los españoles, Melchor Cano en De Locis Theologicis (Salamanca, 1563), siguiendo a Luis Vives incluye al Beroso entre los autores que no son dignos de crédito, destacando que entre los muchos escritores antiguos de los que han llegado obras incuestionables ninguno sabe nada de celtíberos o germanos como los que se encuentran en el Beroso o en Manetón. En el otro extremo, entre los deudores del Beroso, Antonio de Nebrija, Lucio Marineo Sículo, Juan Ginés de Sepúlveda, Pedro Antón Beuter, Esteban de Garibay, el citado Florián de Ocampo y el más delirante de todos ellos, Gregorio de Argaiz, que en fecha tan tardía como 1667 hacía de Adán y Eva primeros reyes de España.